# ملزم تيشط
ملزم تيشط هي بلدية ريفية في جنوب موريتانيا، تقع في مقاطعة مونكل في منطقة كوركول.

## جغرافيا
تقع البلدية في الطرف الشمالي من منطقة كوركول وتغطي مساحة 464 كم². يحدها من الشرق بلديتا ارظيظيع والغبرة، ومن الجنوب بلدية أزكيلم التياب، ومن الغرب بلديتا بكل ومال.

## تاريخ
تأسست كمدينة حسب المرسوم في 20 أكتوبر 1987.

## السكان
خلال التعداد العام للسكان والمساكن لعام 2000، كان عدد سكان المدينة حوالي 5 515 نسمة. وخلال عام 2013، كان عدد سكانها حوالي 7 599 نسمة، بمعدل نمو سنوي قدره 2,6 % على مدى 13 عامًا.

## اقتصاد
تعتبر الزراعة مركز اقتصاد المدينة، مثلها مثل جميع البلديات تقريبًا في المنطقة، لكنه هش بسبب الظروف المناخية أو قلة الإمكانيات للمزارعين، وللتعامل معهذه المعوقات، تقوم الدولة أو المنظمات غير الحكومية المختلفة بتمويل المشاريع التي تعمل على تحسين الظروف المعيشية للسكان.